# Nunuma (peuple)
Pour les articles homonymes, voir Nunuma.
Les Nũnnmañ  constituent une population vivant en Afrique de l'Ouest, au centre-sud, au centre ouest du Burkina Faso et au nord du Ghana.
Les  sont un peuple d'Afrique numidien de l'Ouest présent au centre-sud du Burkina Faso et au nord du Ghana.
Les Nũnnmañ forment une grande communauté située à Tchériba; Zamo ; Guigui; Laban; Bekapore, entre Dédougou et Koudougou.
La langue parlée par les Nũnnmañ est le Nũni.
On y retrouve des patronymes tels que : Naon ; Neya ; Ido ; Ko ; Bako ; Tiene ; Batiene
Leur population est estimée à environ 150 000 individus. Ils sont essentiellement agriculteurs.
Selon les sources, on observe de multiples variantes : Nouna, Nouni, Nuna, Nunas, Nuni

Ils se revendiquent comme les premiers occupants de la région. Ils auraient quitté leur terre d'origine, au nord du Maghreb ou d'Égypte , à  la fin du XIe siècle.

## Ethnonymie
Selon les sources et le contexte, on observe de multiples formes : Nanoumba, Nanum, Nanune, Nibulu, Nouna, Nouni, Nounouma, Nourouma, Nuna, 
Nunas, Nune, Nuni, Nunumas, Nuruma.

## Population
Leur population est estimée à environ 150 000 individus. Ils sont essentiellement agriculteurs.

## Langue
Les Nuna parlent le nuni, une langue gur (anciennement « voltaïque »), de la famille des langues nigéro-congolaises.

## Culture
L'art nuna se distingue notamment par ses masques très colorés – rouge, blanc et noir –, ses statuettes en argile et en bois, ses tabourets et ses bijoux, généralement destinés à honorer les ancêtres.

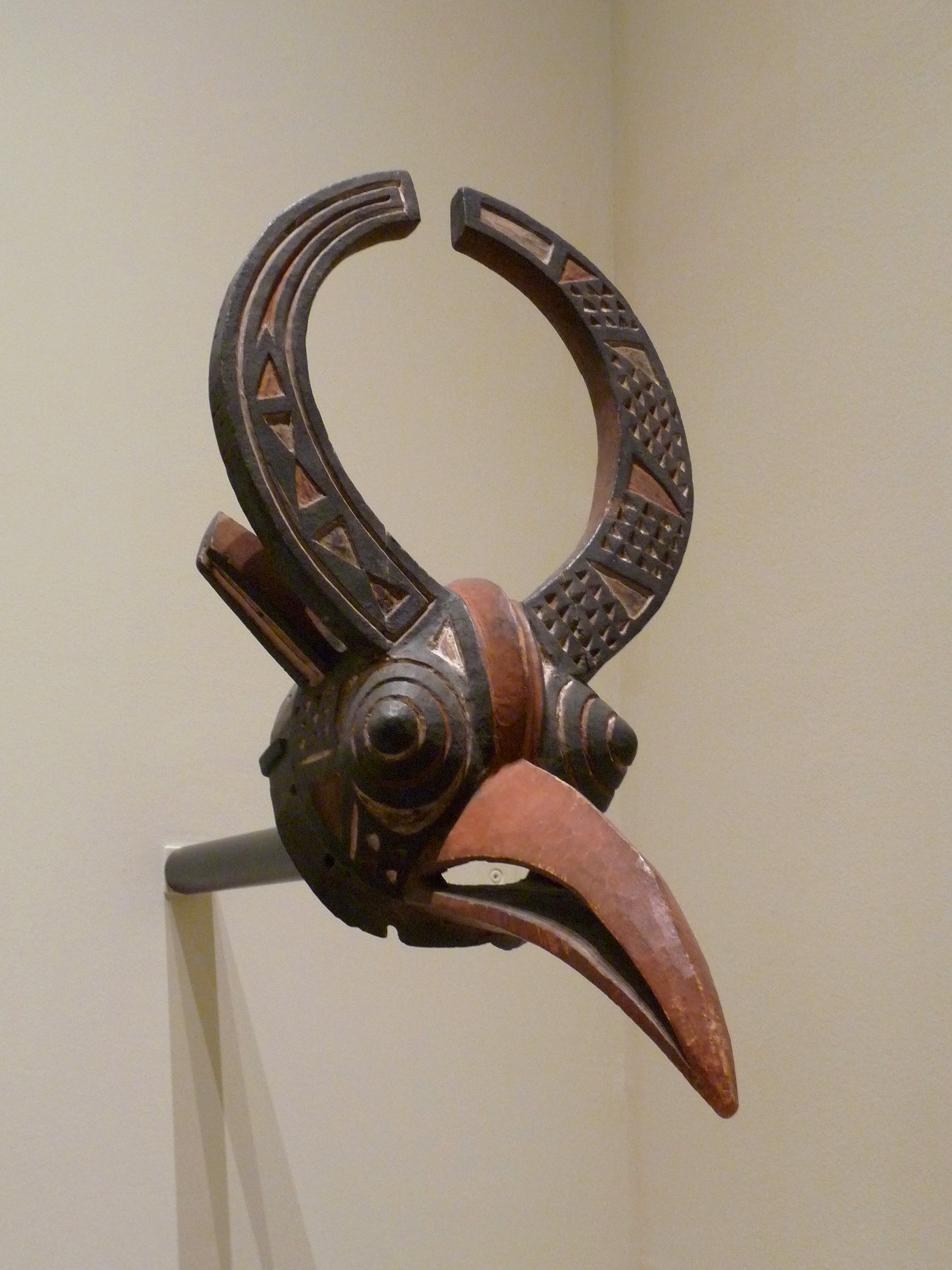
Masque zoomorphe
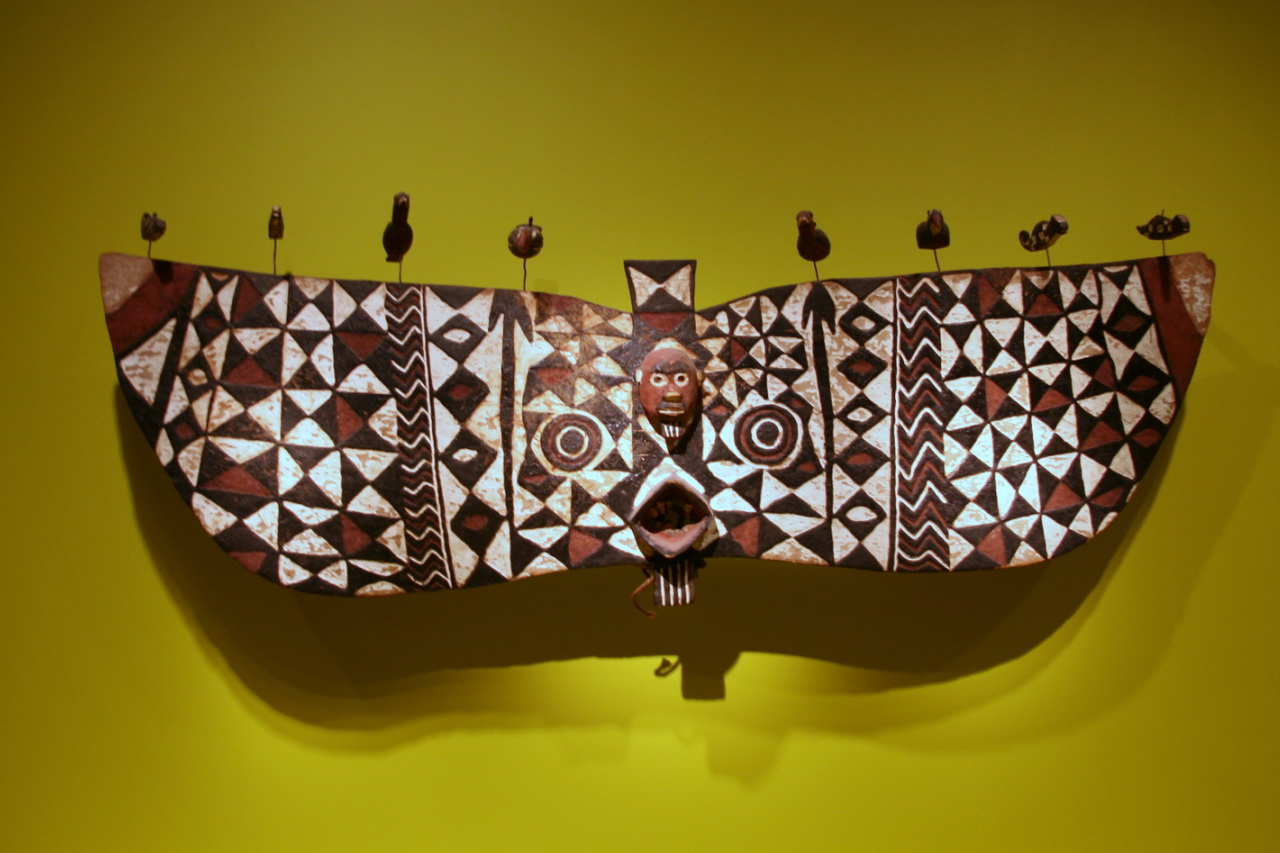
Masque-papillon
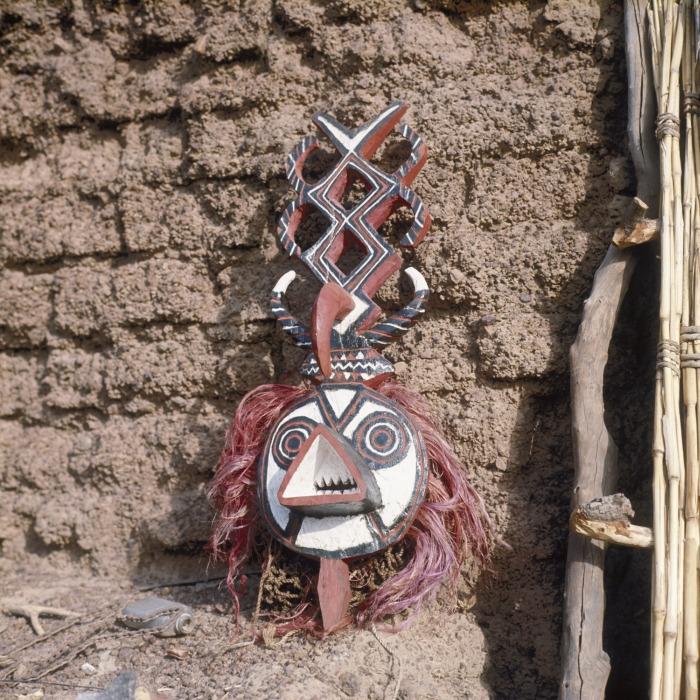
Masque facial
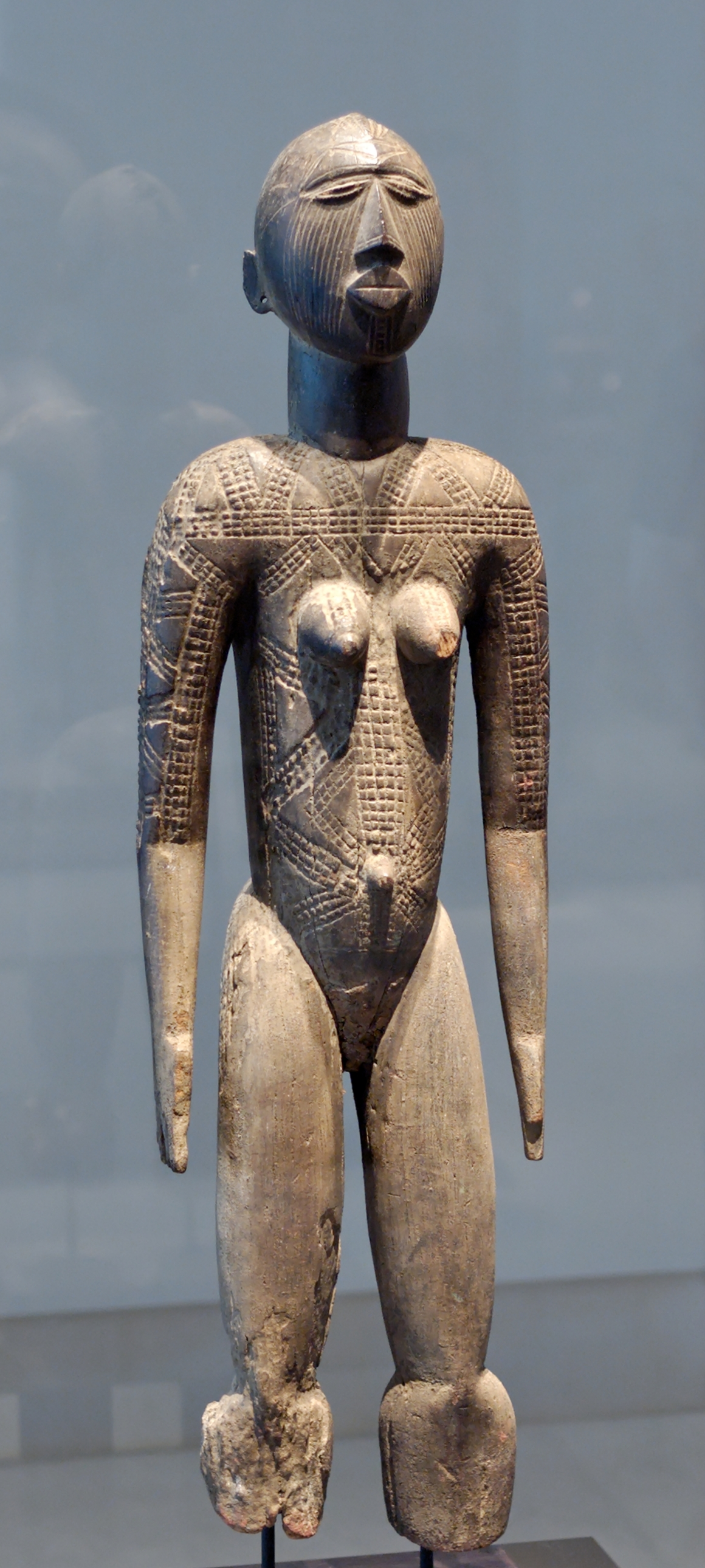
Sculpture de la région de Léo, XVIIIe siècle